# Zofia Orliczowa

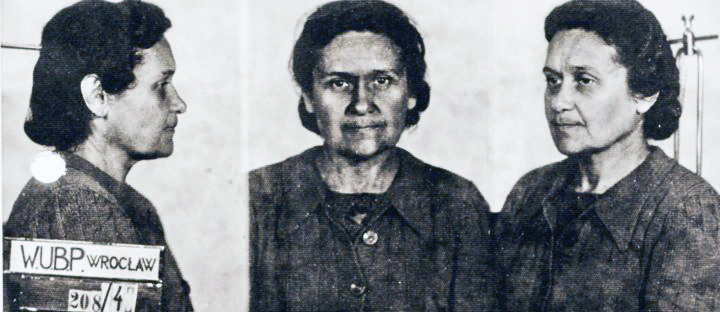
Zofia Orliczowa po aresztowaniu przez MBP 1948

Zofia Orliczowa z Krzysików, ps. „Krystyna”, „Zofia”, nazwiska przybrane Krystyna Wyspiańska, Zofia Majewska (ur. 26 września 1898 w Fočy, Bośnia, zm. 5 listopada 1999 w Poznaniu) – nauczycielka, porucznik AK.

## Życiorys
Urodziła się w rodzinie Franciszka Krzysika, radcy wojewódzkiego we Lwowie, i Wincentyny Heleny z Falskich. Była siostrą Stanisława Krzysika (1895–1930), podpułkownika dyplomowanego piechoty Wojska Polskiego i Franciszka Krzysika (1902–1980), profesora Szkoły Głównej Gospodarstwa Wiejskiego w Warszawie.
Ukończyła gimnazjum klasyczne we Lwowie. W czasie wojny z Rosją zgłosiła się ochotniczo do służby pomocniczej dworca Lwów-Podzamcze. Po wojnie ukończyła studia w dziedzinie fizyki na Uniwersytecie Lwowskim i pracowała na tej uczelni jako asystentka w Instytucie Fizyki. Była również nauczycielką matematyki i fizyki w Gimnazjum Sióstr Notre-Dame we Lwowie.
W czasie II wojny światowej służyła w ZWZ-AK; była łączniczką Okręgu Lwowskiego, szefem łączności Okręgu Lwowskiego, sekretarką Stefana Balickiego (szefa oświaty Delegatury Rządu na Kraj w Okręgu Lwowskim). Uczestniczyła także w tajnym nauczaniu. 3 maja 1944 komendant Południowo-Wschodniego AK mianował ją podporucznikiem czasu wojny.
Po wojnie przebywała w Krakowie, ukrywając się przed represjami władz komunistycznych; została aresztowana w marcu 1948 i skazana na 12 lat więzienia za działalność w organizacji „Wolność i Niezawisłość” (WiN). Po rozpracowaniu jej osoby przez Urząd Bezpieczeństwa Publicznego została zatrzymana po tym, jak wydała ją nieświadomie siostra zakonna, którą o Orliczową zapytali dwaj funkcjonariusze przebrani za księży (wkrótce potem aresztowany został także zakonnik franciszkański o. Andrzej Deptuch, który przetrzymywał wcześniej skrzynkę kontaktową, porządkowaną przez Z. Orliczową) Została zwolniona w 1953, trzy lata później zrehabilitowana.
Od 12 lipca 1928 była żoną Władysława Orlicza, matematyka, profesora Uniwersytetu Lwowskiego i Poznańskiego, członka PAN.
Zmarła 5 listopada 1999 w Poznaniu. Pochowana 16 listopada 1999 w Alei Zasłużonych na Cmentarzu Junikowo w Poznaniu (pole AZ kwatera 2-L-07).

## Ordery i odznaczenia
- Krzyż Srebrny Orderu Virtuti Militari (1944)[3]
- Krzyż Kawalerski Orderu Odrodzenia Polski (3 listopada 1998)
- Krzyż Walecznych (trzykrotnie, po raz pierwszy 19 marca 1943)
- Krzyż za udział w Wojnie 1918–1921
- Krzyż Armii Krajowej (30 grudnia 1949)
- Krzyż Partyzancki (23 kwietnia 1975)
- Medal Komisji Edukacji Narodowej (2 sierpnia 1980)
- Złota Odznaka ZNP (16 czerwca 1975)